# Skvaller (film)
Skvaller (engelsk originaltitel Gossip) är en amerikansk film från år 2000, regisserad av Davis Guggenheim och med bland andra Kate Hudson.

## Handling
Tre arroganta studerande, Jones, Derek, och Travis, strålar samman för att samarbeta på ett projekt. De beslutar sig för att sprida ett rykte och sedan observera hur det fortlöper. På jakt efter saftigt skvallermaterial får de syn på Naomi, en tjej som är välkänd för sina kyskhet, hångla med Beau på en fest. Trion startar ett rykte som säger att Naomi tvingades till sex med Beau senare på festkvällen. Det dröjer inte länge förrän ryktet kommer fram till Naomi. Naomi, som har minnesluckor från kvällen i fråga, grips av panik och anmäler Beau för våldtäkt.

## Rollista
| James Marsden      | – Derrick Webb      |
| Lena Headey        | – Cathy Jones       |
| Norman Reedus      | – Travis            |
| Kate Hudson        | – Naomi Preston     |
| Eric Bogosian      | – Professor Goodwin |
| Edward James Olmos | – Detective Curtis  |
| Joshua Jackson     | – Beau Edson        |
| Sharon Lawrence    | – Detective Kelly   |
| Marisa Coughlan    | – Sheila            |